# 罗阿讷圣马里
罗阿讷圣马里（法語：Roannes-Saint-Mary，法語發音：[ʁɔan sɛ̃ maʁi]）是法国康塔尔省的一个市镇，位于该省西南部，属于欧里亚克区。

## 地理
罗阿讷圣马里（44°51'25"N, 2°23'26"E）面积36.29 平方千米，位于法国奥弗涅-罗讷-阿尔卑斯大区康塔爾省，该省份为法国中南部省份，位于法國中央高原中心，北起科雷兹省、上盧瓦爾省和多姆山省，西接洛特省和科雷兹省，南至阿韦龙省和洛特省，东临上盧瓦爾省和洛泽尔省。
与罗阿讷圣马里接壤的市镇（或旧市镇、城区）包括：塞尔河畔阿尔帕容、拉弗亚德昂韦济、马科莱斯、普吕内、圣马梅-拉萨尔沃塔、桑萨克-德马尔米耶斯、伊特拉克。

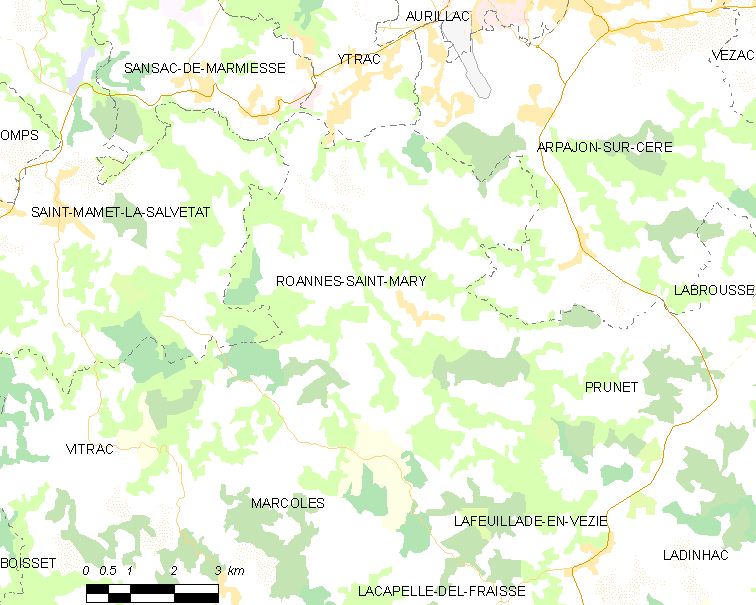
罗阿讷圣马里的OSM定位图

罗阿讷圣马里的时区为UTC+01:00、UTC+02:00（夏令时）。

## 行政
罗阿讷圣马里的邮政编码为15220，INSEE市镇编码为15163。

## 政治
罗阿讷圣马里所属的省级选区为莫尔斯县。

## 人口

1962-2008年间罗阿讷圣马里人口变化图示

罗阿讷圣马里于2022年1月1日时的人口数量为1104人。